# Die drei Sprünge des Wang-lun
Die drei Sprünge des Wang-lun. Ein chinesischer Roman ist ein historischer Roman von Alfred Döblin. Das Buch entstand 1912/13 und erschien 1916 im S. Fischer Verlag. Nachdem der Schriftsteller mehrere Erzählungen veröffentlicht hatte, gelang ihm 1916 mit seinem ersten größeren Roman der literarische Durchbruch. Döblin erzählt darin die Lebensgeschichte des historisch verbürgten chinesischen Rebellen Wang-lun (chinesisch Wáng Lún 王倫), der Ende des 18. Jahrhunderts einen Aufstand gegen Kaiser Qianlong anführte und 1774 unterlag. Trotz des historischen Sujets geht es im Roman vor allem um „den Taoismus, zu dem die Lehre vom Wu-wei, vom Nicht-Handeln und Nicht-Widerstreben gehört“. Weiterhin werden die Strategien des passiven und aktiven Widerstands gegen ein Gewaltregime und der Umgang der Regierung mit einer friedlichen Bewegung des „Nichtwiderstrebens“ thematisiert.

## Inhalt
Der Roman besteht aus vier Büchern: Wang-Lun, Die gebrochene Melone, Der Herr der Gelben Erde und Das Westliche Paradies. Ihnen ist eine Zueignung vorangestellt: Der Blick durch die Fensterscheiben zeigt eine prosperierende, durch technische Neuerungen bestimmte Stadt. In den Gesichtern der Menschen sieht der Autor die „Grimassen der Habgier“, der „feindliche[n] Sattheit“, der „Geilheit“, der „Ehrsucht“. Diesem „Fortschritt“ stellt er ein Zitat des daoistischen chinesischen Philosophen Liä Dsi, dem er sein „ohnmächtiges Buch [opfert]“, gegenüber: „Wir gehen und wissen nicht wohin […] Wer kann da sprechen von Gewinnen, Besitzen?“

### Erstes BuchWang-lun
Wang-lun wächst bei seinen Eltern und Geschwistern im Küstendorf Hun-kang-tsun, Distrikt Hai-ling, in Schan-tung auf. Sein Vater, der Fischer Wang-schen, verkauft geröstete Tintenfische und Sandwürmer und betreibt eine kärgliche Landwirtschaft auf den Kalksteinterrassen an der Küste. Er ist ein Sonderling und wird von den Nachbarn als Clown verspottet. Nach der Begegnung mit einem Zauberer bietet er seine Dienste als „Wind- und Wettermeister“ an und beschwört die Dämonen mit einer Tigermaske. Nach einer Geisteraustreibung bricht er zusammen und stirbt.
Sein begabter Sohn Wang-lun soll studieren, hat aber keine Lust dazu. Er ist „gewandt und riesenstark“ sowie, im Gegensatz zu seinem weicheren gleichaltrigen Bruder, roh, jähzornig und prahlerisch. Listig weitet er den nach dem Brauchtum festgelegten monatlichen Diebestag auf das ganze Jahr aus. Deshalb sind alle froh, als er das Dorf verlässt. Auf seiner Wanderschaft durch das Bergland ernährt er sich mehr schlecht als recht von Gelegenheitsarbeiten wie dem Transport von Keramik, Erpressung und Raub. Nach einem Überfall flieht er und stößt dabei mit einem Mädchen zusammen, das in eine Schlucht stürzt. Aus Furcht vor ihrem Geist wagt er keinen Rettungsversuch. In der Stadt Tsi-nan-fu stiehlt er das Opfergeld im Tempel des Musikantengottes Hang-tsiang-tses. Doch der Bonze Toh-tsin durchschaut den Dieb, behandelt ihn freundlich unterwürfig wie einen Wohltäter, stellt ihm aber Fallen, indem er die immer schwieriger zu findenden Verstecke durch Teerstreifen sichert. Wang bleibt daran mit seinen Kopfhaaren hängen und reißt sie sich ab. So lässt Toh-tsin den Dieb sich selbst entlarven. In gegenseitiger Bewunderung ihrer Taktiken freunden sie sich an und Wang wird Mitarbeiter des listigen Bonzen. So beschützen sie angeblich mit ihrer Magie Häuser vor Diebstählen, entdecken so die Verstecke, rauben das Geld und entdecken es an einem verborgenen Ort wieder, wodurch sie ihre Zauberkraft beweisen. Doch einen Teil der Beute behalten sie für sich. Wang-lun gilt in der Stadt wegen seiner übermütigen Narrenstreiche als Schelm und verkehrt im kleinkriminellen Bettlermilieu. Einen großen Coup landet er, als der Mohammedaner Su-koh, ein harmloser Dochtfabrikant, und seine Söhne wegen ihrer Verwandtschaft mit einem sektiererischen Unruhestifter gegen die Qing-Dynastie verhaftet und vor Gericht gestellt werden. Wang-lun verkleidet sich und seine Freunde als Nieh-tai, d. h. Provinzialrichter aus Kwan-ping-fu und dessen Gefolge. Sie ziehen feierlich in die Stadt ein und transportieren die Gefangenen in einem Käfig ab, bevor der echte Richter auftaucht und den Betrug erkennt. Als dieser wieder abgezogen ist, kehrt Su-koh  zurück und  will wegen des angespannten politischen Klimas nach Verkauf seines Besitzes die Stadt freiwillig verlassen. Doch er wird von Soldaten erkannt und bei der Verfolgung vom Hauptmann der Truppe niedergesäbelt. Wang-lun ist über diese Vorgänge erschüttert und erdrosselt  bei einem ekstatischen Lauf mit seiner Magier-Hirschmaske den Hauptmann. Dieser Vorfall wird zu einem Schlüsselerlebnis für seine spätere Rebellion.
Wang-lun flieht aus Schan-tung  in die nördliche Region Tschi-li, wo er sich in der Nähe des heiligen Berges der Buddhisten Wu-tai-schan zusammen mit anderen armen Vagabunden, die in den Nan-ku-Bergen in Höhlen Unterschlupf gefunden haben, mit Betteln und Überfällen auf Karawanen und Pilgerzüge durchs Leben schlägt. Im Winter bleiben diese Reisenden aus und die heimatlosen Verbrecher haben nichts zu essen. So schließen sie sich zu einer Bande zusammen, überfallen, in einer vom Autor expressiv ausgestalten Szene, in verzweifelter Wut auf die nicht hungernden Bauern das abgelegene Dorf Pa-ta-ling, töten viele Bewohner und nisten sich in deren Häusern ein. Hier lebt Wang-lun zusammen mit einem heterogenen Haufen verlorener Gesellen: persönliches oder wirtschaftliches Unglück, Entlassungen, Krankheit, Hungersnöte, ungerechte Behandlung durch Beamte, Unzufriedenheit mit dem Mandschu-Kaiser und seinem Feudalsystem, Unangepasstheit, Triebhaftigkeit, Unfähigkeit oder Unwille zu arbeiten haben sie zu Außenseitern der Gesellschaft gemacht. Darunter mischen sich auch einzelne intellektuelle oder rätselhafte Flüchtlinge wie der Kaufmann Chu aus Po-schan, der von dem Machtmissbrauch der Herrschenden und von der Überlebenskraft des chinesischen Volkes spricht und Wang-lun auf die Idee bringt, mit der Sekte der Weißen Lilie Kontakt aufzunehmen. Die Bande der Ausgestoßenen bestimmt den undurchsichtigen, je nach Situation Härte, Schelmerei und rhetorisches Geschick einsetzenden Wang-lun zum Hauptmann. Er bestärkt sie in ihrer Opferrolle, nennt sie die „Wahrhaft Schwachen“ und bezieht in seine Reden die religiösen Erkenntnisse des Wu wei mit ein, die er durch Besuche beim Einsiedler Ma-noh gewonnen hat. Dieser hat wegen der strengen Ordnung sein buddhistisches Kloster auf der Insel Pu-to-schan verlassen und war danach lange auf der Wanderschaft. Jetzt lebt er in seiner mit Buddhafiguren und einer Bergkristallskulptur der mitfühlenden Göttin Kuan-yin ausgestatteten Klause, um die letzte Stufe der Weisheit zu erlangen. Die Vagabunden rätseln über Wang-luns Interesse an dem Priester und vermuten, er habe von ihm die Dämonenbeschwörung gelernt und sei ein Zauberer. Das macht ihn, zusammen mit dem „Zickzackkurs“ in seinem Verhalten, für sie zugleich unheimlich und anziehend und sie erblicken etwas Heiliges in ihm, wenn er ihnen predigt: „Die Welt erobern wollen durch Handeln mißlingt. Die Welt ist von geistiger Art, man soll nicht an ihr rühren. Wer handelt, verliert sie; wer festhält, verliert sie.“
Eine Truppe aus der Unterpräfektur Cha-tuo wird bei dem Versuch, das Dorf Pa-ta-ling zu befreien, von den Besetzern zurückgeschlagen, kann aber beim Rückzug einige Vagabunden verhaften und mitnehmen. Die Bande berät sich bei Ma-noh mit Wang-lun über die gewaltsame Befreiung der Verschleppten. Wang ringt mit sich. Schließlich orientiert er sich an seinem  Mentor und rät, das Dorf zu verlassen, wieder in die Berge zu gehen und nichts gegen die Unterdrückung zu unternehmen, sondern als Ausgestoßene zu leben ohne Widerstand gegen den Weltlauf. Er selbst wandert nach Süden in die Provinz Schan-tung. In der Stadt Po-schan sucht er Arbeit beim Besitzer einer Kohlegrube Chen-yao-fen. Mit der Empfehlung von Chu bittet er ihn und seine befreundeten Kaufleute des Geheimbundes der „Weißen Lilie“ um Unterstützung bzw. Aufnahme seiner armen Bruderschaft der „Wahrhaft Schwachen“.

### Zweites BuchDie Gebrochene Melone
Die Lehre von „Armut, Keuschheit, Gleichmut“ und dem „Nichtwiderstreben“ übt eine immer größere Anziehungskraft auf unzufriedene und aus der Gesellschaft ausgestoßene Menschen aus. Viele meinen, sie könnten im „Ring der Frommen“ durch „Versenkung jenes Letzte erreichen, das man bald das „Westliche Paradies“ auf dem Kun-lun nannte, bald den fünften Maitreya, bald das Kin-tan-Pulver, welches ewiges Leben gewährt“. Über den abwesenden Führer Wang-lun werden Legenden erzählt, er sei ein Zauberer, ein göttlicher Führer. Aus allen Schichten stoßen Hunderte zu den „Wahrhaft Schwachen“. Nach wenigen Wochen wächst die Zahl auf mehrere Tausend, darunter sind Verbrecher, die sich vor den Verfolgern verstecken wollen, und unglückliche Angehörige der Oberschicht. Einer von ihnen ist Ngoh. Er war ein vom Kaiser Khien-lung geschätzter und wegen seiner Verdienste ausgezeichneter Kommandant der Palastwache in Peking. Wegen der Untreue seines vierzehnjährigen Geliebten schied er aus dem Militärdienst aus, nahm eine Stelle beim Flusstransportamt am Yang-ho an, tauchte unter und galt als verschollen. Ein anderes Beispiel ist Liang-li, die schöne Tochter aus dem angesehenen und reichen Haus Tseu in der Stadt Tschön-ting. Aus Trauer über den Tod ihrer Mutter wird sie depressiv und trennt sich schließlich von ihrem Mann und dem kleinen Sohn. Auch Frauen, Nonnen, Pilgerinnen, Bettlerinnen, Verunglückte jeder Art schließen sich der Bewegung an. Gemeinsam ziehen sie umher, betteln, singen, pflegen und heilen Kranke. Wegen der zunehmenden Zahl teilen sie sich auf und wandern aus Pa-ta-ling und dem Nan-ku-Gebirge heraus in verschiedene Richtungen. Einige ziehen nach Norden. Chus Schar rückt nach Osten vor, Wang entgegen. Ma-noh führt eine Gruppe von zweihundert Sektierern in den Süden und kommt nach einer mehr als fünfmonatigen Reise in den einsamen Sumpf von Ta-lou, wo die Männer getrennt von den Frauen ihre Hütten und Zelte aufschlagen und den Tag der Vollendung des herrlichen Cakya-muni feiern.
Nach dem Fest bricht die alte Ordnung zusammen. Ma-noh zweifelt daran, auf dem Weg zur Vollendung zu sein. In einem, vom Erzähler in expressiver Sprache dargestellten, ekstatischen Rausch stürmt er mit den Männern das Frauenlager, sie vereinigen sich sexuell und heben damit Wang-luns Gebot der Keuschheit auf, um den „alten Frieden zwischen Yin und Yang [zu] schließen“. Ma-noh rechtfertigt diesen neuen Weg: Man habe die Richtung des „Tao“ erlauscht und verhindert, dass „die Öffnung [ihrer] Herzen ins leere All münden“. Diesen blumigen „Freudenhimmel“ auf den „Stufen zum Westlichen Paradies“ nennt er „Gebrochene Melonen“ und predigt seinen Anhängern im gemeinsamen Lager: „Bleibt arm, seid fröhlich, enthaltet euch keiner Lust, damit ihr sie nicht vermißt und so unrein und schwer werdet.“
Als Wang-lun drei Tage später mit einer Knieverletzung zurückkehrt, die er während seiner Flucht erlitt, vertritt er in der Diskussion mit Man-loh über den richtigen Weg seine alte Auffassung vom Verzicht auf die Freuden des Lebens. Er habe damals sein früheres Leben aufgegeben und sich erneuert und dies erwarte er auch von den Menschen, die sich der Sekte angeschlossen haben. Die beiden Führer beschließen, sich zu trennen. Dafür gibt es noch einen zweiten Grund: Wang hat sich während seiner Wanderungen im Süden verändert. In Po-schan vererbte ihm Chen-yao-fen das Familien-Kriegsschwert „Gelber Springer“ mit der Verpflichtung, die Tradition der „Weißen Wasserlilie“ zu erhalten. Und diese Waffe hat er inzwischen oft benutzt. In Tsi-nan-fu befreite er sich damit aus dem Gefängnis, nachdem man ihn als Mörder des Hauptmanns erkannt und verhaftet hatte. Da man ihn im ganzen Bezirk verfolgte, gab er das Alleinwandern auf und schloss sich eineinhalb Monate lang einer Bande an, die  Dörfer überfiel und ausraubte. Erst als sich die Horde einem Lager der „Wahrhaft Armen“ näherte, sagte er sich von ihr los, indem er einen der Räuber mit seinem Schwert erstach und die anderen vertrieb. Mit der Erfahrung, dass es keinen Sinn macht, das Leben einfach geschehen zu lassen, und dass man sich wehren muss, wenn man überleben will, kehrt er zu Man-lohs Gruppe zurück. Als Folge des Richtungsstreites verlässt er nach vier Tagen der Pflege nachts das Lager, begleitet von zwei Mädchen, entlaufenen Sklavinnen, die sich neugierig auf den sagenhaften Zauberer und Dämonenbezwinger in sein Zelt geschlichen hatten und sich ihm als Geliebte anboten. Er wandert drei Wochen lang durch das mittlere Tschi-li, sucht durch von Feigenhändlern verbreitete geheime Botschaften Kontakt zu den Vaterlandsfreunden der „Weißen Wasserlilien“ in den Städten und Dörfern und bittet sie, die zerstreuten Gruppen der „Wu-wei“-Brüder und Schwestern zu unterstützen.
Inzwischen wandert Ma-nohs friedliche und glückselige Gemeinschaft weiter und wird von Räuberbanden überfallen. Sie nehmen ihnen die erbettelten Nahrungsmittel ab, zerschlagen ihre Karren und verschleppen die Frauen. Doch der Führer hält strikt an seiner Lehre des reinen „Wu-wei“ fest und weigert sich, die Angriffe mit Gewalt abzuwehren. Vielmehr entwickelt sich eine „heilige Prostitution“. Die Frauen ersetzen ihr Bettlergewand durch bunte Kleider und schmücken sich. Fremden Männern gegenüber „kämpfen [sie] mit den Frauenwaffen“, teilen „alles mit jedem“ und tragen so „mit Klugheit und Entschlossenheit zur Festigung des Bundes“ bei. Da immer mehr Sklavinnen und Sklaven weglaufen und sich der Bewegung anschließen, fordern deren Besitzer die Behörden im westlichen Tschi-li auf, einzugreifen. Die Regierungsbeamten befürchten jedoch, dass durch ihr Vorgehen gegen die friedlichen Gemeinschaften öffentliche Unruhen entstehen und überlassen diese Aufgabe einem alten Militär in Schun-tö. Dieser richtet mit seiner Privatmiliz gegen den Widerstand der den „Gebrochenen Melonen“ zu Hilfe gekommenen Bauern und Tagelöhnern ein Blutbad an. Ma-noh und die überlebenden wehrlosen Sektierer fliehen und finden in einem lamaistischen Kloster Zuflucht. Die Mönche überlassen ihnen ihre Gebäude und weichen mit ihren Kultgeräten in eine Dependance aus. Bei der Einquartierung wird sich Man-loh wieder der Diskrepanz bewusst zwischen seiner Bewegung der Armen und dem etablierten wohlhabenden, in Ritualen erstarrten Klerus.
In dem befestigten Kloster beraten die Bündler über ihre Zukunft. Zu dieser Zeit gibt es in der Provinz viele Klagen der Bevölkerung über unrechtmäßige Bereicherungen durch Bestechung korrupter Beamter, z. B. die aus vorgeschobenen religiösen Gründen erfolgte Sperrung eines Kanals, wodurch die Waren über das Privatland der Familie Hou transportiert werden müssen und der Besitzer  Zoll erheben und Verladestationen einrichten darf. Dadurch entstehen Unruhen und die Wortführer der Arbeiter und Bauern suchen bei Ma-nohs Gruppe Unterstützung. Ma ist über die Strategie der „Melonen“ unsicher. Er entscheidet sich gegen den Widerspruch seiner pazifistischen, nur auf ihr Seelenheil ausgerichteten Ratgeber dafür, sich ein Bild vor Ort zu machen und begleitet die Rebellen zu ihren Dörfern. Während seiner Abwesenheit stürmen Soldaten das Kloster und brennen es nieder. Es kommt in der Folge zu einem Volksaufstand: Die Großgrundbesitzer werden enteignet und vertrieben, die Beamten entmachtet. Die besetzte Region erkennt zwar die „Reine Dynastie“ des Kaisers an, trennt sich jedoch von der Zentralverwaltung. Ma-noh wird streng regierender Priesterkönig des geistlichen Landes „Insel der Gebrochenen Melone“ nach dem Vorbild von Tibet mit zweierlei Bevölkerung: den alten Bewohnern und den mit ihnen zusammen arbeitenden, aber getrennt von ihnen wohnenden Brüdern und Schwestern ohne eigenen Besitz. Einen Monat nach der Errichtung des Königtums feiert man in der Hauptstadt ein großes Straßenfest mit Jahrmarktattraktionen, Maskeraden und am Abend mit einer an kostümierten bewaffneten Menschen und Pferden aufwändigen Nachstellung der Schlacht zwischen den kaiserlichen Truppen und dem Bauern- und Arbeiterheer. Den Abschluss bilden musikalisch untermalte allegorische religiöse Darstellungen der Bündler und der Aufzug der „königlichen Mutter des Westlichen Gebirges“. Tags darauf fällt die  Provinzialarmee ins Königreich ein und besetzt die Hauptstadt. Die überlebenden „Melonen“ tauchen unter, wie Ngoh und die Gelbe Glocke, oder fliehen nach Yang-chou-fu und werden dort im Mongolenviertel einquartiert.
Zu diesem Zeitpunkt greift Wang-lun ein, um seine Freunde zu retten. Wegen seiner Verbindung mit der „Weißen Wasserlilie“ empfangen ihn die kaiserlichen Generäle, die mit ihren Truppen auf Yang-chou vorrücken, in einem benachbarten Dorf. Er kann einen Aufschub von drei Tagen erreichen, um Ma-noh zur Auflösung seiner Gruppe und zur Zerstreuung der Mitglieder zu bewegen. Er trifft seinen Lehrer in der Stadt. Dieser ist  verzweifelt über die vielen Toten. Während die Bewohner sich auf den Angriff vorbereiten und die Mauern verstärken, hängen die Bündler apathisch herum und reden verwirrt. Ma sieht seine Mission als verloren an, er lehnt Wangs Vorschlag zur Flucht ab: Der Bund bleibe zusammen, um ins „Westliche Paradies“ einzugehen, sie fürchteten sich nicht vor den kaiserlichen Horden. Wang-lun will verhindern, dass die „Henkersknechte und Blutsoldaten“ ihre „viehische Grausamkeit an [seinen Freunden] befriedigen“. Er lässt von einem Apotheker aus Giftpilzen einen Saft zusammenbrauen, den er in das Trinkwasser im Mongolenviertel schüttet. Die „Gebrochenen Melonen“ halluzinieren, genauso die Repräsentanten der Bewegung Liang li und Ma-noh. Alle winden sich in schmerzhaften Krämpfen, verlieren das Bewusstsein und sterben. Als die Provinzarmee die Stadt einnimmt, findet sie nur noch tote Wu-wei-Anhänger.

### Drittes BuchDer Herr der Gelben Erde
Im Kontrast zu den bisherigen Handlungsorten zeigt der Erzähler im dritten Buch die Szenerie der Herrschenden und beleuchtet den Konflikt aus der Perspektive Kaiser Khien-lungs. Der „Gelbe Herr“ kehrt mit seinem großen Hofstaat von einer Jagd in der Hochlandsteppe nach Peking zurück und erklärt während einer Rast in eindrucksvoller Landschaft dem Direktor des Ritenministeriums Song und dem Oberaufseher der kaiserlichen Eunuchen Hu-chao seine selbst verfasste Poesie. Ausführlich werden dann sein Leben in seinen Palast- und Gartenanlagen und die Spannungen in seiner Familie beschrieben. Der Regent zieht sich immer wieder von der Politik zurück und verbringt viel Zeit mit Vergnügungen, z. B. mit dem Morraspiel und seinem Hofnarren A-kui, mit Ruderfahrten, aber auch mit Zeremonien und Gebeten. Als er über den grausamen Untergang der Sekte Ma-nohs informiert wird, ist er im Gegensatz zu seinem an derben Vergnügungen interessierten und geschickt intrigierenden Sohn Kia-king über den Massenmord erschüttert. Er zieht sich zum Nachdenken einige Zeit aus Peking zurück, befiehlt die Verfolgung und Festnahme Wang-luns, den er persönlich verhören will, ordnet Nachforschungen über die Unruhen in den nördlichen Provinzen an und berät sich mit seinen Astrologen über die evtl. dämonischen Ursachen der Bündler. Als er erfährt, dass sich die Aufständischen der Wuwei-Sekte auch gegen die „kriegerische volksfeindliche Reine Dynastie“ richte, ist ihm dies wegen der Verdienste seiner Familie um China unverständlich, und er lädt den Taschi-Lama Lobsang Paldan Jische, den „Weisheitsozean“ aus Tibet, zu einem Gespräch ein. An dieser Stelle blendet der Erzähler die Biographie des tibetanischen Papstes der lamaistischen Kirche, der Emanation des Buddha Amitabha, in der Priesterstadt Taschi-Lunpo ein. Mit großem Gefolge zieht der Lama im Winter und Frühling nach Peking und wird mit allen Ehren vom Kaiser in der Sommerresidenz Jehol empfangen. In den Gesprächen der beiden treffen die Positionen von Kirche und Staat aufeinander. Khien-lung leidet unter dem rätselhaften Tod der tausend Sektierer durch Dämonen oder vergiftetes Wasser und erwartet von seinem geistlichen Berater Verständnis bzw. eine Absolution für das Handeln der Staatsmacht. Dabei betont er seine Rolle als Regent im Vergleich zu der des Taschi-Lamas: „Ich habe mich viel bemüht zu denken, wie Eure Heiligkeit sprach. Es wurde mir schwer, man kann nicht Kaiser und fromm sein.“ Er rechtfertigt das Vorgehen gegen die Bündler damit, dass sie ihre Arbeitsplätze und Familien verlassen haben, nur bettelnd durchs Land gezogen sind und sittenlos zusammengelebt haben. Dadurch sei die Ordnung in den Provinzen gefährdet gewesen und habe Unzufriedene zu Unruhen angestachelt. Paldan Jische dagegen vertritt die reine „Wuwei“-Lehre und fragt, warum man diese gewaltlosen Mensch in der Stadt eingeschlossen und belagert habe. Khien-lung ist einsichtig und reagiert auf die Vorhaltungen des Taschi-Lama mit einem kaiserlichen Erlass, der die Verfolgung der Sekte verbietet und Wang-lun Straffreiheit zubilligt. Dieser taucht jedoch unter dem Namen Tai unter und lebt unauffällig als Bauer mit seiner Frau im Hia-ho-Gebiet nördlich des Jangtsekiang. Der Erlass wird von konservativen Kreisen am Hof und in den Tempeln des Kung-tse als Nachgiebigkeit gegenüber den „mystischen Pfaffen“ des Lamaismus kritisiert und von den Provinzregierungen nur zum Teil bekannt gegeben und befolgt. Stattdessen werden die Bündler in Tschi-li weiterhin vertrieben und verfolgt. Einige wehren sich und es kommt zu Zusammenstößen. Der Kaisersohn Kia-king nutzt diese Situation aus und schleust entlassene Soldaten in die verschiedenen Bruderschaften der „Wahrhaft Schwachen“ ein, welche die Unruhen gegen die Regierungstruppen anfachen und sie zum Eingreifen zwingen. Die Schwäche des Kaisers führt auch zum Anschlag seiner Söhne Pou-ouang und v. a. Mien-kho, der mit der Dame Pei, einer in die magischen Zirkel der Adelsgesellschaft aufgestiegenen ehemaligen Haussklavin und Prostituierten, den Mord an seinem Vater durch einen Schadenzauber mit einer Jadepuppe mit den Gesichtszügen des Regenten versucht, aber entlarvt wird und sich umbringt. Ein weiteres schlechtes Omen ist für Khien-lung die Pesterkrankung seines inzwischen ins Pekinger Kloster Kuang-tse umgezogenen und dort von Pilgerscharen besuchten tibetanischen Gastes kurz vor seiner Heimreise, die jetzt nur noch seine Mumie in einer siebenmonatigen Wanderung antreten kann. Der gealterte und von Gespenstervorstellungen heimgesuchte Kaiser erfolglos versucht sich  zu erhängen. Er ist vom Rat Paldan Jisches enttäuscht, denn er hat zu keiner Beendigung der Unruhen geführt. Nach Jahren des Zweifels ernennt er Kia-king zu seinem Nachfolger auf dem Drachenthron und gesteht ihm seine Einsamkeit und den Verrat an seinen Kindern. Dieser taktiert geschickt gegenüber dem verunsicherten und entmutigten Vater, erinnert ihn an seine Verantwortung seiner Dynastie gegenüber, die Macht zu erhalten. Er tröstet ihn, der fremde Lama kenne „die Bodengeister“ ihres Landes nicht, er rede und erwäge mit westlicher tibetanischer Weisheit, mit der man kaum die östlichen Menschen beruhigen könne. So lenkt er den Kaiser in seine Richtung und verleitet ihn zur Entscheidung, die ausgesetzten Ketzergesetze in verschärfter Form anzuwenden, die Aufstände durch Provinzialtruppen unter Führung des Generals Chao-hoei niederzuschlagen und die „Lehren Kung-tses und des Himmels [zu] verteidigen“.

### Viertes BuchDas Westliche Paradies
Die Truppen Chao-hoeis greifen einige herumziehende Anhänger der „Wahrhaft Schwachen“ auf und richten sie hin.  Die meisten Sektierer aber tauchen in den Dörfern und Städten unter, werden versteckt und können nicht gefasst werden. Um eine neue Kampfstrategie zu entwickeln, wandern Brüder als Kaufmänner getarnt nach Süden und überreden Wang-lun, der als Bauer und Fischer in der Provinz Kiang-su lebt, zur Rückkehr. Dieser ändert zum zweiten Mal seine Einstellung und entschließt sich zum bewaffneten Aufstand. Dazu besucht er auf seiner Reise in die nördlichen Provinzen die Freunde der „Weißen Wasserlilie“ in Po-schan, sie finanzieren die Ausrüstung seiner Leute für den  Kampf gegen den unbeliebten Mandschu-Kaiser und zur Rettung der „Wu-wei“. Währenddessen trifft die Gelbe Glocke, inzwischen Offizier, in Ho-kien auf Ngoh, der dort als Turn- und Schießlehrer einer Gesellschaft höherer Beamter untergetaucht ist, und berät sich im Pfandhaus mit den Gilden über einen bewaffneten Aufstand. Die Stimmung richtet sich gegen den Mandschu-Kaiser, die Mandarine und Soldaten und man will die „Wahrhaft Schwachen“ vor Verfolgungen schützen. Gerüchte werden verbreitet, Wang-lun sei ein Ming-Prinz.
Drei Wochen später erobert Wang-lun mit achthundert angeworbenen und ausgerüsteten Söldnern, darunter viele „Wahrhaft Schwache“, Ho-kien. Die Feinde, Polizisten, Soldaten, Beamte und Anhänger des Kaisers werden grausam getötet, vor allem von den früher friedlichen Sektierern. Ngoh diskutiert mit Wang-lun über dessen Veränderung. Dieser erklärt ihm, dass er sich weiterhin nicht dem Tao und den schicksalhaften Naturgewalten widersetze, dass er aber den Kaiser nicht dazu zähle. Dieser habe kein Recht, seine Freunde umzubringen: „Feinde brauche ich. […] Der Kaiser ist der Feind. Man läuft nicht nach dem Westlichen Paradies wie ins Theater“. Er will lieber im Kampf untergehen und ins „Westliche Paradies“ eingehen. Ngoh sieht die Widersprüche dieser Argumentation, aus der Opfer- in die Täterrolle zu geraten und schließlich selbst ein Gewaltregime mit Unterdrückung aufzubauen. Er bleibt jedoch bei Wang-lun und fordert ihn auf, Peking anzugreifen. Sie ziehen unter schwarzen Fahnen der „Wahrhaft Schwachen“ sowie der „Weißen Lilie“ und mit dem Ming-Zeichen mit sechstausend Mann weiter nordostwärts durch eine wegen ausbleibenden Regens von Hungersnot bedrohte Gegend. Immer mehr Aufständische schließen sich an. Bei Pau-ting reiben sie eine Truppe Chao-hoeis auf. Im Nahkampf zeigen sich die katzen- und tigerbemalten und mit Pfeilen und brennenden Holzscheiten wütenden Brüder und Schwestern der Bündler „entmenscht“ und zerstückeln die Gegner: „Der Krieg unterschied sich in keiner Weise von früheren Rebellionen; die Grausamkeiten auf beiden Seiten überboten sich“. Die Gelbe Glocke bereitet inzwischen in Peking den Kampf in der Stadt vor, z. B. indem er unzufriedene Regimenter zur Rebellion aufruft oder eine Richter-Tochter dazu bringt, die Offiziere der Wachmannschaft zur Öffnung der Tore zu verführen. So können Wangs Horden aus fanatisierten „Wahrhaft Schwachen“, abtrünnigen Soldaten, Bauern und Arbeitern nach einem Marsch durch verdorrte Felder in die südliche Chinesenstadt und in die nördliche Tatarenstadt eindringen. Es kommt zu einem unbarmherzigen Gemetzel, Plünderungen und Zerstörungen. Die Gegner reiben sich gegenseitig auf und bestrafen ihre entmutigten Kämpfer hart. Doch die Mauern der kaiserlichen Purpurstadt widerstehen dem Ansturm.  Dahinter verfolgt Khien-lung den Schlachtenlärm in schicksalhafter Ergebenheit. Die Rotten Wang-luns, Ngohs und der Gelben Glocke müssen sich aus Peking zurückziehen und rücken nach Norden vor gegen die Hauptarmee Chao-hoeis. Sie kämpfen wild, drängen die kaiserlichen Truppen zurück, treiben sie in die Stadt Schan-hai-kwang in der Provinz Hebei und belagern sie.
Wang-lun ist durch die Kriegserlebnisse verunsichert und weiß nicht, wie es mit seiner heterogenen Truppe aus religiösen, sozialen  und regionalpolitischen Rebellen weitergehen soll auf dem Weg ins „Westliche Paradies“. Er versucht den gegnerischen General Chao-hoei durch eine Vermählung seiner Tochter, der zarten Nai, mit einem zu seiner Truppe gestoßenen angeblichen Ming-Prinzen in sein Lager zu ziehen, taucht mit einer Gruppe  in der Stadt auf und tritt in Verkleidung beim Vater als Heiratsvermittler auf. Zugleich nimmt er mit Gruppen Verbindung auf, die mit ihm sympathisieren und spielt, ähnlich wie in Tsi-nan-fu, die Rolle des Schelms und Spaßmachers. Chao-hoei und seine Frau Hai-tang fürchten, durch Wang-luns Angebot in Konflikt mit dem Kaiser zu geraten und vereinbaren schnell die Hochzeit der Tochter mit ihrem bisher vertrösteten Bewerber, dem Offizier Juen-ching. Der von Wächtern gesicherte Hochzeitszug der Braut erregt trotz Geheimhaltung Aufsehen, es kommt vor der Juen-Residenz zu einem Auflauf Neugieriger, die in den Hof der Familie des Bräutigams gedrückt werden. Die Soldaten greifen hart durch, die Menschen reagieren panisch, die Unruhe verbindet sich mit der aufgeladenen Stimmung, woraus sich Kämpfe gegen die Stadtverwaltung und die in der Stadt stationierten Truppen entwickeln. Nai kommt dabei ums Leben. Die vor den Mauern wartenden Belagerer stürmen die Mauern und verstärken die Rebellen. Gleichzeitig rücken kaiserliche Truppen heran und schlagen den Aufstand nieder. Über hundert Gefangene werden hingerichtet. Die überlebenden Anführer und ihre Anhänger fliehen durch das südliche Tschili ins Bergland von Schan-tung. Sie reorganisieren sich innerhalb von zwei Wochen durch neuen starken Zustrom, brennen die Stadt Sou-chong nieder, besetzen zwei weitere Distriktstädte und die befestigte Stadt Tung-chong.
Wang-lun wirkt merkwürdig heiter und entrückt, offenbar haben die Kriegserlebnisse ihn verändert, er überwacht streng die Ordnung seiner Leute, lebt aber selbst zügellos und wechselt schnell seine Frauen. Als er über einen verlogenen Räuber, den seine Leute festgesetzt haben, richten soll, erinnert ihn dieser an seine Jugend, und er lässt ihn und die anderen Gefangenen frei. Das alles sind Anzeichen seiner Krise und seiner Rückbesinnung auf seine Wu-Wei-Bekehrung. Im Gespräch mit seinem Bruder Gelbe Glocke reflektiert er sein Leben: „[I]ch mache Sprünge […] Jetzt bin ich auf Nan-ku […] Ich muß weiter springen. Jetzt im Hia-ho. Eine schöne Zeit. […] Der Damm, der Hwang-ho, der Jang-tse; eine Frau hatte ich. Das Wu-wei kommt zu mir gewandert, noch bin ich nicht da. […] Schlachte, mein gelbes Schwert! Und jetzt […] Wo bin ich? Auf Nan-ku wieder […] ich bin wieder zu Hause […] bringe meinen Gelben Springer mit, denn hier muß gekämpft werden.“ Er kümmert sich in den letzten Tagen persönlich um seine Anhänger und predigt ihnen die Wu-Wei-Botschaft. Für ihn ist die Zeit des reinen Weges, auf dem man nur durch „Ergebung und Sanftmut die Furchtbarkeiten des Lebens, die Eisenhiebe des Leidens verwinden“ kann, noch nicht da. „Sie, die wahrhaft schwach gegen das gute Schicksal waren, seien gezwungen worden zu kämpfen. Die reine Lehre dürfe nicht ausgerottet werden […] Nun sei alles Kämpfen für sie vorbei […] Das „Wu-wei“ sei eingegraben in die Geister der hundert Familien. Es werde sich nach ihnen ausbreiten in heimlicher, wunderstrotzender Weise, während sie in den weißen Wolken des Westlichen Paradieses spazierten und bis an die Lenden in dem schönen Ambraduft versinken.“
General Chao-hoei, sein Sohn Lao-sü und Juen-ching rücken mit einem großen Heer heran, sie wollen die Rebellen besiegen und die tote Tochter, Schwester und Braut rächen. Wang-lun und Gelbe Glocke sind mit ihren Bündlern in der Stadt Lin-sing eingeschlossen. Sie wissen, dass sie verloren haben, einige töten sich, andere sind geistig verwirrt, delirieren oder leben die letzten Tage ekstatisch in Erwartung des „Westlichen Paradieses“. Vor der Übermacht der die Stadt schnell erobernden Truppen ziehen sie sich in den Häuser- und Straßenkampf zurück und werden nach erbittertem Widerstand niedergemacht. Gelbe Glocke wird durchbohrt, Wang und seine Leute verbarrikadieren sich im oberen Stockwerk eines Hauses, zünden es an und sterben in den Flammen. Kaiser Khien-lung lässt die Sieger feiern und auszeichnen. Die überlebenden Sektierer werden nach Peking gebracht und öffentlich hingerichtet.
Der Roman endet mit der Reise Hai-tangs, der Frau des siegreiche Generals, auf einem Trauerschiff nach Süden zur Insel Po-to-schan. Begleitet wird sie von dem im Kampf verstümmelten Ngoh. Vor der Statue der vielarmigen Kuan-yin betet sie für ihre beiden toten Kinder Nai und Lao-sü. Die Göttin spricht zu ihr: „Deine Kinder schlafen bei mir. Stille sein, nicht widerstreben“ und Hai-tang antwortet: „Stille sein, nicht widerstreben, kann ich es denn?“

## Entstehung
1912 stieß Döblin auf eine Zeitungsnotiz über chinesische Goldwäscher, deren Aufstand in Bodaibo blutig niedergeschlagen wurde. Die Arbeit zum Roman begann er am 12. Januar desselben Jahres. Nachdem ihn Albert Ehrenstein auf Martin Buber aufmerksam gemacht hatte, fragte er diesen nach Literatur, die sich mit der chinesischen Religion oder Philosophie auseinandersetzen würde. Buber hatte bereits 1910 unter dem Titel Tschuang-Tse. Reden und Gleichnisse wichtige Quellen des Daoismus herausgegeben. Durch Richard Wilhelms Übersetzung Das wahre Buch vom quellenden Urgrund lernte Döblin die Lehren des Daoismus kennen. Nach aufwändigen Recherchen im Berliner Völkerkundemuseum verfasste Döblin seinen Erstling innerhalb von zehn Monaten. Der Erste Weltkrieg verzögerte die Publikation um drei Jahre.
Der Autor kommentierte die Entstehung in einer autobiographischen Skizze: „Wang-lun wurde samt Vorarbeiten in acht Monaten geschrieben, überall geschrieben, geströmt, auf der Hochbahn, in der Unfallstation bei Nachtwachen, zwischen zwei Konsultationen, auf der Treppe beim Krankenbesuch; fertig Mai 1913.“

## Döblins Quellen
Döblin behandelt in seinem Roman die Soziale Frage und die Reaktion der Menschen darauf an einem historischen Beispiel aus China. Sein Mitleid mit den Armen beruht auf seinen Erfahrungen der Kindheit, ohne den nach Amerika ausgewanderten Vater, bei  der Mutter und den vier Geschwistern in Stettin, die er in seinem ersten Roman auf die Familie Wang überträgt Erweitert wurde dieses Jugenderlebnis nach Eröffnung seiner Arztpraxis 1911 in einem Arbeiterviertel und verband sich mit Beobachtungen der Umbruchsituation seiner Zeit, einerseits die aggressiver Hegemonial- und Kolonialpolitik des deutschen Kaiserreichs, andererseits die revolutionären Aufstände gegen repressive Herrschaftssysteme in Russland, Korea und China, wo 1912 die Republik proklamiert wurde. Diese Konfliktlage projiziert der Autor auf die Situation Chinas im 18. Jh. Dazu greift er einen wenig bekannten historischen Regionalfall auf und gestaltet diesen literarisch frei zu einem repräsentativen Befreiungskampf aus: den Widerstand des Rebellen Wang-lun gegen die feudale, korrupte Staatsmacht des Kaisers Khien-lung und der Provinzialregierungen.
Da der Autor China nicht aus eigener Anschauung kannte, sammelte er in der Vorbereitungsphase (1912) mit Unterstützung Martin Bubers und Albert Ehrensteins Materialien aus Reiseberichten, aus der Fachliteratur über China, Tibet, die Mongolei, über den Verwaltungs- und Militärapparat, die Beamtenhierarchien und die Repräsentanten. Außerdem suchte er nach Schilderungen von Hochzeits- und Bestattungszeremonien sowie von Bräuchen und Sitten des täglichen Lebens in kultur- und religionsgeschichtlichen Standardwerken und in Prosawerken des 18. Jhs. Döblin hat viele Beschreibungen der Stadt- und Landbevölkerung, ihrer Kleidung, ihrer Vorstellungen einer von Geistern durchwobenen Welt, ihrer religiösen Feste und der Beschwörungsrituale bei der Bannung von Dämonen, der Arbeit der Handwerker, Bauern, Tagelöhner und Fuhrmänner, der Zubereitung von Speisen und Arzneimitteln usw. in seinen Roman eingearbeitet. Für die Benennung seiner Romanfiguren benutzte Döblin de Groots Namenslisten historisch verbürgter Personen.
Die Haupthandlung, die Persönlichkeit des Rebellen Wang-lun und sein Aufstand 1774, orientiert sich nach Angaben von Yuan Tan an den Darstellungen de Groots, Johann H. Plaths und Carl Gützlaffs. In diesen Beschreibungen und Analysen  werden die Motive der Rebellen unterschiedlich bewertet: bei Plath ist es der Hass der Chinesen gegen die fremde Dynastie, bei dem Missionar Gützlaff die grausame Herrschaft der kaiserlichen Staatsmacht, gegen die sich der nationalen Befreiungskampf richtet. De Groot vermutet, dass der Aufstand auf der religiösen Unterdrückung der Bündler beruht. Er beurteilt die Sektierer als friedlich und gewaltlos und verneint, im Gegensatz zum Historiker Yuan Wei, der offenbar die Perspektive der konfuzianischen Historiker vertritt und die Ursache der Rebellion in der Niedertracht und Raubgier des hinterlistigen Wang-lun sieht und nicht in einer Hungersnot als Folge einer Missernte. Döblin verändert in seinem Roman die Liste der von Wang-lun eingenommenen Städte. Er verlagert den Kampf anfangs von Tschi-li über Peking hinaus und kehrt am Schluss nach Shandong zurück, wo er wie in der Historie den Aufstand in Lint-sing enden lässt.

## Interpretation der drei Sprünge
Armin Arnold verortet den ersten Sprung Wang-luns im Zusammentreffen mit Ma-noh. Wang, der ein lasterreiches Leben führt, lernt durch eine Guanyin-Statue die Einhaltung des Tötungsverbots kennen und wendet sich anschließend dem Wu-wei zu. Der zweite Sprung ist seine Abwendung von den Wahrhaft Schwachen unter der Führung Ma-nohs. Nachdem die Gruppe dezimiert wurde, kehrt er zurück und führt sie letztlich zum Nicht-Widerstreben. Dies ist der dritte und letzte Sprung Wangs.
Nach Anke Detken vollzieht sich der erste Sprung mit dem „ersten Umschwung, die Wandlung Wangs vom Nichtsnutz zur Lehre des Wu-wei und zum Führer der Wahrhaft Schwachen“. Dagegen stellt der zweite Sprung Wangs bewaffneten Widerstande gegen den Kaiser dar. Schließlich kehrt Wang zur Gewaltlosigkeit zurück, womit er den dritten Sprung macht.
Im Roman selbst führt Wang-lun einem seiner Gefährten, der Gelben Glocke, die drei Sprünge vor und unterscheidet dabei zwischen seinem Leben in der chinesischen Gesellschaft (vor der Bekehrung und im Intermezzo als Bauer) und innerhalb des Bundes der Wahrhaft Schwachen, aber nicht bezüglich der Strategien des Widerstands. (s. o. Viertes Buch Das Westliche Paradies).

## Rezeption
Die drei Sprünge des Wang-lun war hinter dem 1929 erschienenen Roman Berlin Alexanderplatz der größte finanzielle Erfolg des Autors, wurde von der Kritik lobend, bisweilen mit Begeisterung aufgenommen und erlebte in den folgenden Jahren bis 1923 zwölf Auflagen. Döblin erhielt für den Roman 1916 den Theodor-Fontane-Preis für Kunst und Literatur. 1930 konnten fast 27.000 verkaufte Exemplare gezählt werden. 1932 wurde das Werk ins französische übersetzt. Bereits 1926 lag eine dänischsprachige Ausgabe vor. Eine Übersetzung ins Englische war während Döblins Exil in den Vereinigten Staaten geplant, kam jedoch zum Erliegen und wurde erst 1991 ausgeführt. Nach den Anfangserfolgen geriet der Roman in Vergessenheit, was in erster Linie an den nachfolgenden, literarisch anspruchsvolleren Romanen Wallenstein und Berlin Alexanderplatz lag.
Beeindruckt war die Literaturkritik v. a. vom neuen Stil, der expressiven Sprache bei den Massenszenen. Der Roman orientiert sich nämlich am in Döblins Berliner Programm (1913) und später in seinen Bemerkungen zum Roman formulierten „produktionsästhetische[n] Muster […] das eine Neufundierung seines Schreibens im Zeichen einer Poetik des Wissens bedeutete“, die er als „Tatsachenphantasie“ bezeichnete. In diesem Manifest gehören zum „moderne[n] Epos“, das einem neuen Naturalismus verpflichtet ist, der dynamische „Kinostil“, die Beschränkung auf die „Notierung der Abläufe, Bewegungen“ statt psychologischer Innensicht, die Polyphonie und die „Entäußerung des Autors“, d. h. die Abkehr vom auktorialen Erzähler.
Für Walter Muschg war Döblins Erstling der „Durchbruch durch die bürgerliche Tradition des deutschen Romans“ Neben Filippo Tommaso Marinettis Mafarka und Robert Müllers Tropen zählt Die drei Sprünge des Wang-lun zu den herausragenden Romanen der frühen europäischen Avantgarde.
Der Erfolg des Romans war auch ein Resultat der damaligen Chinabegeisterung. Gelobt wurde bereits in den ersten Rezensionen die detailgetreue Schilderung der chinesischen Menschen, die als authentisch galt. Einige Rezensenten fragen sich, woher der Autor diese Kenntnisse habe und ob es nicht eine chinesische Vorlage für das Werk gebe oder ob es sogar eine Übersetzung sei. Ingrid Schuster differenziert diese zeitgenössische Einschätzung des Sujets China: „Wang-lun ist keine Chinoiserie, ist auch keinem klassischen chinesischen Werk nachgedichtet. Döblin ist es gelungen, die chinesische Philosophie des Taoismus aus dem akademischen Elfenbeinturm zu befreien. Er hat als erster dem Taoismus eine gesellschaftliche Relevanz gegeben, hat die Philosophie des Nicht-Handelns mit politisch-sozialen Wirklichkeiten konfrontiert.“
Neben dem dynamischen Stil und dem China-Bild sprach die Leser die Thematik des Pazifismus der Wu-Wei-Sekte an: Z. B. Döblins Schriftstellerkollegen Ludwig Rubiner, Ernst Toller, Oskar Maria Graf und Lion Feuchtwanger, was sich auch in deren Werke nachweisen lässt. Feuchtwanger schätzte den Roman gar höher als den späteren Berlin Alexanderplatz ein. Entsprechend befassten sich literaturwissenschaftliche Untersuchungen zum Roman hauptsächlich mit der literatisierten Massendarstellung, Fragen zur Religion und Mystik, der politischen Bedeutung des Wu Wei, dem gewaltlosen Widerstand und der Frage nach der literarischen Rezeption Chinas wie dem Exotismus. Neuerdings werden Bezüge zwischen dem Roman Die drei Sprünge des Wang-lun und Bertolt Brechts Epischem Theater beleuchtet.

### Textausgaben
- Alfred Döblin: Die drei Sprünge des Wang-lun. Ein chinesischer Roman, S. Fischer, Berlin 1915 (ausgeliefert 1916), Erstausgabe[44].
- Alfred Döblin: Die drei Sprünge des Wang-lun, Keppler, Baden-Baden 1946.
- Alfred Döblin: Die drei Sprünge des Wang-lun, Walter, Olten 1980.
- Alfred Döblin: Die drei Sprünge des Wang-lun, DTV, München 2007.
- Alfred Döblin: Die drei Sprünge des Wang-lun. Roman, Werke Band X. S. Fischer, Frankfurt am Main 2008.

### Sekundärliteratur
- Ki-Chung Bae: Chinaromane in der deutschen Literatur der Weimarer Republik. Tectum, Marburg 1999, ISBN 3-8288-8069-X.
- Jan Broch: Poetik in der transkulturellen Moderne. Alfred Döblins Roman Die drei Sprünge des Wang-lun (1915). WUJ, Krakau 2009.
- John H. Collins: A chinese story from a Berlin practice. Hein, Stuttgart 1990, ISBN 3-88099-239-8.
- Zheng Fee: Alfred Döblins Roman „Die drei Sprünge des Wang-lun“. Eine Untersuchung zu den Quellen und zum geistigen Gehalt. Peter Lang, Frankfurt am Main, Bern, New York, Paris 1991, ISBN 978-3-631-43614-1.
- Markus Joch: Der Platz des irdischen Friedens. Sommer 1912 Alfred Döblin beginnt die Arbeit am Wang-Lun. In: Alexander Honold (Hrsg.): Mit Deutschland um die Welt. Eine Kulturgeschichte des Fremden in der Kolonialzeit. Metzler, Stuttgart/Weimar 2004, ISBN 3-476-02045-2.
- Ira Lorf: Maskenspiele.  Wissen  und  kulturelle  Muster  in  Alfred  Döblins  Romanen Wadzeks  Kampf  mit  der Dampfturbine und Die drei Sprünge des Wang-lun. Aisthesis, Bielefeld 1999, ISBN 3-89528-261-8.
- Jia Ma: Döblin und China. Peter Lang, Frankfurt am Main 1993, ISBN 978-3-631-46106-8.
- Yuan Tan: Der Chinese in der deutschen Literatur. Cuvillier, Göttingen 2007, ISBN 978-3-86727-169-1.